# Narseh
Narseh (dont le nom est parfois écrit Narses ou Narseus) est un empereur sassanide (293–302), fils de Chapour Ier (241–272).

## Biographie

### Origine
Narseh est cité dans la grande inscription de son père Chapour Ier comme « notre fils le noble adorateur de Mazda, Narseh, roi de Sind, de Sacastène et de Tourène, jusqu'au bord de la mer ». Il apparaît ensuite après son frère Hormizd-Ardachir comme roi vassal d'Arménie de 273 à 279/280 puis d'Arménie orientale de 279/280 à 293.
Il accède au trône de Grand-Roi en s'opposant à son petit-neveu Vahram III en 293 et devient bientôt le seul empereur. Narseh justifie son usurpation et sa légitimité dans la grande inscription de Paikuli dans laquelle il se proclame « fils du divin Sapor, adorateur de Mazda... et petit-fils d'Ardachir ». Il précise qu'il était « roi d'Arménie » lorsqu'il a combattu « Vahram le Sakanshah (qui) a mis le diadème sur sa tête ».

### Règne
Narseh attaque l'Empire romain et chasse Tiridate IV du trône d'Arménie en 294, mais après, dans un premier temps, avoir battu le César Galère près de Callinicum (Raqqa) sur l'Euphrate en 296, il est complètement défait en Mésopotamie en 297 par ce même Galère qui capture ses épouses, ses enfants et ses trésors.
Narseh lui envoie en ambassade pour solliciter la paix un certain « Apharbann » qui est très mal reçu par le César romain qui lui reproche le traitement indigne infligé à Valérien prisonnier. Galère et Dioclétien se concertent ensuite à Nisibis et se mettent d'accord pour envoyer à leur tour comme ambassadeur Sicorius Probus, « maître du bureau des archives ». Narseh l'accueille avec bienveillance mais tente de tergiverser devant les exigences romaines. Il est finalement forcé à conclure un traité de paix à Nisibis, par lequel cinq provinces de la rive gauche du cours supérieur du Tigre (les provinces transtigritanes) sont cédées aux Romains ; le Tigre marque désormais la limite des deux empires. La forteresse de Zirtha aux confins de la Médie est la limite du royaume d'Arménie qui, comme le royaume d'Ibérie, reconnaît la suzeraineté de Rome. Nisibis, ville située sur le Tigre, sert enfin de lieu d'échanges commerciaux.
Cette paix, conclue en 298/299, dure près de 40 ans, jusqu'en 337. Après un règne de 7 ans et 5 mois, Narseh laisse en 302 le trône à son fils Hormizd II. Il semble qu'il soit mort peu après.

## Famille
Il épouse sa sœur ou demi-sœur, Sapor-Doukhtak « reine des Sakas », dont il a :
- Hormizd II, empereur de Perse ;
- Hormizd-Doukhtak ou Ohrmazdduxtag, une fille citée dans le Res Gestae.
- (?) Péroz II Kushanshah (v. 300 - 325)